# Rambler Телесеть
Rambler Телесеть — российский круглосуточный познавательно-развлекательный телеканал, вещавший в большинстве регионов страны. В сетке вещания были преимущественно научно-познавательные телепрограммы.

## История
Телеканал Rambler Телесеть появился в эфире 1 января 2003 года на базе спутникового телеканала «Астекс-ТВ». Сетка вещания телеканала Rambler Телесеть состояла из продукции как российских, так и зарубежных телекомпаний, в том числе программ собственного производства. Основу вещания составляли познавательные программы о цивилизациях, науке и технике, экстремальных путешествиях и открытиях, человеческих возможностях, среде обитания и других сторонах окружающего человека мира. Руководителем канала был Сергей Савушкин.
Одно из приоритетных направлений развития телеканала — расширение телевещательной сети Rambler в регионах было свёрнуто из-за низких показателей рейтингов и отсутствия предпосылок к коммерческой самоокупаемости, планировавшейся к 2007 году. В итоге владелец корпорации «Проф-Медиа» отдал собственные частоты канала Rambler анимационному каналу 2x2, в регионах, где вещание осуществлялось на основе сетевого партнёрства — произошли смены сетевых партнёров.
30 апреля 2007 года телеканал был выведен из пакета спутникового оператора «НТВ-Плюс».
Окончательно вещание было прекращено 10 июня 2007 года.

## Вещание
Вещание осуществлялось в кабельных сетях более чем 500 населенных пунктов России. Аудитория телеканала Rambler насчитывала более 40 миллионов телезрителей. Трансляция осуществлялась в цифровом формате через спутник LMI 1 для наземной эфирной ретрансляции и кабельных сетей, и спутник Eutelsat W4 («НТВ-Плюс»). В Москве и Московской области телеканал Rambler транслировался через кабельные сети («Комкор ТВ» и ООО «Телеинформ»), сети интерактивного телевидения («СТРИМ-ТВ»), средства мобильной связи («Мегафон») и сеть Интернет.

## Концепция
Целевая аудитория телеканала — социально активные, образованные слои населения, с высокой покупательной способностью в возрасте от 20 до 45 лет. Телеканал Rambler является бесплатным телевизионным продуктом. Отличительная черта телеканала Rambler — интерактивность, многие программы предусматривали возможность интерактивного участия телезрителей в различных конкурсах при помощи отправки SMS или посредством различных интернет-сервисов. Это стало возможным благодаря использованию медиа-ресурсов и каналов распространения контента группы Rambler Media.

## Телепередачи
- «Рамблер Телесеть» представляет… (2003)
- Канал QP
- Ваш личный гид
- Джаз и не только
- Хрустальный мир
- Заряд бодрости
- Буфер
- От форте до пьяно
- Телемагазин
- Сотворенные кумиры
- Счастливого пути!
- Звездный концерт
- Звериные истории
- Антология юмора
- Мировой кинематограф
- Ночь кинорежиссеров
- Последний день Помпеи
- Магазин ТВ
- Полезные открытия
- Мировой кинематограф
- Инь и янь. Многоликое китайское кино
- Антология юмора
- Телешоп
- Ноу-хау шоу
- Европа сегодня
- Рулевой
- Неопознанные живые объекты
- Топ-новости (2003—2005)
- Мир водного спорта
- Секреты кино
- От Ильича до лампочки
- Техно
- Среда обитания
- Живое железо
- Перемена мест
- Мир людей
- Мы (2005)
- Хроно
- Не как все
- Следы невиданных зверей
- По следам приведений
- Джемми Дорен: истории без вымысла
- Ярмарки мира
- Таласса. Люди моря
- Открывая древние цивилизации
- Битвы роботов
- Новости высоких технологий (с 24 февраля 2003 по 14 января 2007 года)
- Спецменю
- Сдвиг по фазе
- Мечты о космосе
- Железные доказательства (с 20 мая 2006 по 29 апреля 2007 года)
- Этот безумный мир
- Секретный полигон
- Ночью можно (2006—2007)
- Ночью было можно (2006—2007)
- Выиграй! — телеигра в формате Call-TV (c 4 сентября 2006 по 9 июня 2007 года)
- Игра с продолжением (c 29 сентября 2003 по 31 марта 2006 года)
- Код 3224
- Бродяга
- Библиофильтр (2003—2005)
- Мы пришли с моря
- Антарктида, континент чудес
- Истории удивительных кораблей
- Улыбка белой акулы
- Умное утро (2003—2004)
- На грани возможного
- Кунсткамера
- Битва за пляж
- Семейка Фулфордов
- Морские охотники
- Соревнования на свалке
- Техноигры
- Лакримоза
- Документальный экран
- Мастерская науки
- Зоомагазинчик
- Телемышка
- Великие учёные
- Профессия: собака
- Астрономия: между А и Я
- Весь мир
- Древние открытия
- Рыбачим вместе
- Потерянные животные двадцатого века
- Помоги себе сам (ранее на ЦТ СССР, 1-м канале Останкино, ОРТ и канале АРТ-Телесеть, позже и также на СГУ-ТВ и на ТДК)

## Сериалы
- Английский язык
- Алый первоцвет
- Темная сторона
- Тот, кто приходит ночью
- Сотворение мира
- Моби Дик
- Горец
- Вокруг света за 80 дней
- Назад в Шервуд
- Твин Пикс
- Тридцать случаев майора Земана

## Мультсериалы
- Последний из могикан
- Книга джунглей
- Покахонтас: индейская принцесса
- Черепашки-ниндзя
- Все не как у людей
- Болек и Лёлек
- Крот и его друзья
- Смешарики

Помимо мультсериалов, в течение всего периода существования канала, без упоминания в телепрограммах, в его сетке вещания также были представлены мультфильмы советского производства, преимущественно производства творческого объединения «Экран».